# Joyce Sombroek
Joyce Sombroek (Alkmaar, 10 settembre 1990) è un'ex hockeista su prato olandese, di ruolo portiere, vincitrice dell'oro olimpico a Londra 2012 e del campionato mondiale di L'Aia 2014.

## Palmarès
- Giochi olimpici

Londra 2012: oro.
Rio de Janeiro 2016: argento.
- Campionato mondiale

Rosario 2010: argento.
L'Aia 2014: oro.
- Hockey Champions Trophy

Nottingham 2010: argento.
Amstelveen 2011: oro.
Rosario 2012: bronzo.
Mendoza 2014: bronzo.
Londra 2015: argento.
Londra 2016: argento.
- Campionato europeo

Gladbach 2011: oro.
Boom 2013: bronzo.
Londra 2015: argento.